# 台湾小煤炱
台湾小煤炱（学名：Meliola formosensis）是属于小煤炱目小煤炱科小煤炱属的一种真菌，寄生在悬钩子属植物上。该种分布于中国大陆、台湾、印度。